# Экстраполяция Лэнгли
Экстраполяция Лэнгли (англ. Langley extrapolation) — метод определения энергетической яркости Солнца на верхней границе атмосферы с помощью наземных наблюдений, часто применяется для устранения влияния атмосферы на измерения таких величин, как оптическая толщина аэрозоля или озона. Метод использует повторяющиеся измерения на солнечном фотометре, проводимые в данном месте в безоблачное утро или день по мере движения Солнца по небу. Метод назван по фамилии американского астронома и физика Сэмюэла Лэнгли.

## Теория
Следствие закона Бугера является тот факт, что для каждого отдельного измерения измеренная интенсивность излучения I связана с интенсивностью излучения  до прохождения атмосферы I0 и оптической толщиной атмосферы {\displaystyle \tau } как
{\displaystyle I/I_{0}=e^{-m\tau },\,}
где геометрический множитель m учитывает искривление пути света через атмосферу. В случае плоскопараллельной атмосферы данный множитель несложно определить, зная зенитное расстояние Солнца θ: m = 1/cos(θ). С течением времени Солнце движется по небу, в результате чего θ и m  меняются по известным законам астрономии.
Логарифмируя указанное выше уравнение, получим выражение
Невозможно разобрать выражение (SVG (MathML можно включить с помощью плагина для браузера): Недопустимый ответ («Math extension cannot connect to Restbase.») от сервера «http://localhost:6011/ru.wikipedia.org/v1/»:): {\displaystyle \ln I = \ln I_0 - m \tau.}

Если предположить, что {\displaystyle \tau } не изменяется в течение наблюдений, ведущихся утром или днем, то график зависимости ln I от m является прямой линией с наклоном {\displaystyle \tau }. С помощью линейной экстраполяции до m = 0 можно получить значение I0, которое наблюдалось бы на верхней границе атмосферы.
Для корректной экстраполяции необходимо постоянное значение {\displaystyle \tau } (постоянные свойства атмосферы). В реальности свойства атмосферы непрерывно меняются. Среди необходимых условий можно указать отсутствие облаков вдоль оптического пути, отсутствий изменений в слое атмосферного аэрозоля. Поскольку аэрозоли имеют большую концентрацию на малых высотах, то экстраполяцию Лэнгли обычно выполняют на высоких горных пунктах. Данные Исследовательского центра имени Джона Гленна показывают, что точность графика для экстраполяции возрастает при проведении наблюдений выше тропопаузы.

## Калибровка фотоэлементов
График Лэнгли может использоваться в качестве способа оценки производительности фотоэлементов за пределами земной атмосферы. В Исследовательском  центре имени Джона Гленна производительность фотоэлементов измеряется в виде функции высоты. При помощи экстраполяции определяется производительность фотоэлементов в условиях космоса.

## Фотометры, использующие светодиоды
Солнечные фотометры, использующие светодиодные детекторы вместо интерференционных светофильтров и фотодиодов, обладают относительно широкой спектральной чувствительностью. Их можно использовать в крупных проектах для мониторинга атмосферной мглы и аэрозолей, причем такие приборы могут калиброваться методом экстраполяции Лэнгли. В 2001 году Дэвид Брукс (англ. David Brooks) и Форрест Мимс (англ. Forrest Mims) в числе многих других предложили подробную процедуру для модификации метода Лэнгли для учёта рэлеевского рассеяния и атмосферной рефракции.
Ди Хусто (Di Justo) и  Герц (Gertz) создали руководство по использованию Arduino для разработки подобных фотометров в 2012 году. Руководство называет {\displaystyle \tau } в упоминавшихся выше уравнениях AOT (англ. Atmospheric Optical Thickness), а I0 — EC (англ. extraterrestrial constant). Предполагается, что после создания фотометра наблюдатель будет ждать ясной погоды с малым количеством облаков, без мглы и с постоянной влажностью. После подстановки данных в первое из уравнений для нахождения I0, предполагается дневное измерение I. Значения I0 и I определяются по напряжению на светодиодах:
{\displaystyle I=V_{s}-V_{d},}
где {\displaystyle V_{s}} равно напряжению в момент направления светодиода на Солнце,  {\displaystyle V_{d}} — напряжение на светодиоде, находящемся в темноте. В руководстве присутствует опечатка, относящаяся к формуле вычисления {\displaystyle \tau } по одной точке. Правильное уравнение имеет вид
{\displaystyle \tau ={\frac {\ln I-\ln I_{0}}{m}},}
где {\displaystyle I_{0}}  вычисляется в ясный день со стабильной погодой при экстраполяции Лэнгли.